# ズラトコ・ザホヴィッチ
ズラトコ・ザホヴィッチ（Zlatko Zahovič、1971年2月1日 - ）は、スロベニア・マリボル出身の元同国代表サッカー選手。ポジションはFW・MF。息子のルカ・ザホヴィッチ（1995年生まれ）もスロベニア代表選手である。

## 来歴
1991年、パルチザン・ベオグラードでキャリアをスタート。ヴィトーリアSC、FCポルト、オリンピアコスFC、バレンシアCFと国外のクラブを渡り歩き、その左足から数々のゴールを演出。スロベニア代表のワールドカップ初出場にも貢献した。
しかし、その自由奔放な性格から、クラブや代表チームとの争いが絶えず、2002年の日韓W杯では初戦のスペイン戦で途中交代を命じられたことでスレチコ・カタネッツ監督の采配を批判し、第2戦を戦わずして強制帰国させられた。
2004-05シーズン、監督の構想外により2001年より所属していたSLベンフィカをシーズン途中で退団。その後現役引退を表明した。
2007年夏、NKマリボルのスポーツディレクターに2年契約で就任したことが発表された。

## 所属クラブ
- パルチザン・ベオグラード 1991-1993
- → FKプロレテル・ズレニャニン 1990-1991 (loan)
- ヴィトーリアSC 1993-1996
- FCポルト 1996-1999
- オリンピアコスFC 1999-2000
- バレンシアCF 2000-2001
- SLベンフィカ 2001-2005

## 代表歴

### 出場大会
- スロベニア代表
  - 2002 FIFAワールドカップ

### 試合数
- 国際Aマッチ 80試合 35得点（1992年-2004年）[1]

| スロベニア代表 | 国際Aマッチ | 国際Aマッチ |
| 年             | 出場        | 得点        |
| -------------- | ----------- | ----------- |
| 1992           | 1           | 0           |
| 1993           | 1           | 0           |
| 1994           | 5           | 1           |
| 1995           | 6           | 3           |
| 1996           | 6           | 1           |
| 1997           | 3           | 1           |
| 1998           | 9           | 6           |
| 1999           | 11          | 8           |
| 2000           | 10          | 6           |
| 2001           | 8           | 4           |
| 2002           | 8           | 2           |
| 2003           | 9           | 2           |
| 2004           | 3           | 1           |
| 通算           | 80          | 35          |